# Aloe orlandi
Aloe orlandi är en grästrädsväxtart som beskrevs av John Jacob Lavranos. Aloe orlandi ingår i släktet Aloe och familjen grästrädsväxter.
Artens utbredningsområde är Somalia. Inga underarter finns listade i Catalogue of Life.